# Togninia vibratilis
Togninia vibratilis är en svampart som först beskrevs av Elias Fries, och fick sitt nu gällande namn av Réblová & L. Mostert 2007. Togninia vibratilis ingår i släktet Togninia och familjen Togniniaceae.  Arten är reproducerande i Sverige. Inga underarter finns listade i Catalogue of Life.